# Vergils grav (malerier)
Vergils grav er titlen på tre malerier, som Joseph Wright of Derby færdiggjorde mellem 1779 og 1785. De er blandt resultaterne af hans Italiensrejse 1773-1775. Alle tre afbilder den grotte nær Napoli, der traditionelt er blevet identificeret som digteren Vergils grav. Det første af de tre billeder, fra 1779, viser også den lidt senere digter Silius Italicus, der var en beundrer af Vergil.
I modsætning til Wrights malerier med levende lys er billederne af Vergils grav "oversvømmet af undertrykkende månelys" (Nicolson, p. 83). Billederne viser et trin i Wrights kunstneriske udvikling, hvor "han opretholdt en skrøbelig balance mellem hvad der faktisk var der, og hvad han ønskede at skabe ud af det, der var der" (Nicolson, p. 83).